# ميريام مارجولييس
ميريام مارجولييس (بالإنجليزية: Miriam Margolyes)‏ (و. 1941  م) هي ممثلة، وممثلة صوت، وممثلة هزلية، وممثلة مسرحية، وممثلة أفلام من المملكة المتحدة، وأستراليا، ولدت في أكسفورد.

## التعليم
تعلمت في كلية نيونهام، وOxford High School, England ‏.

## جوائز
حصلت على جوائز منها:
- نيشان الامبراطورية البريطانية من رتبة ضابط.

## وصلات خارجية
- ميريام مارجولييس على موقع IMDb (الإنجليزية)
- ميريام مارجولييس على موقع روتن توميتوز (الإنجليزية)
- ميريام مارجولييس على موقع ألو سيني (الفرنسية)
- ميريام مارجولييس على موقع ميوزك برينز (الإنجليزية)
- ميريام مارجولييس على موقع أول موفي (الإنجليزية)
- ميريام مارجولييس على موقع قاعدة بيانات برودواي على الإنترنت (الإنجليزية)
- ميريام مارجولييس على موقع قاعدة بيانات الأفلام السويدية (السويدية)
- ميريام مارجولييس على موقع إن إن دي بي (الإنجليزية)
- ميريام مارجولييس على موقع ديسكوغز (الإنجليزية)
- ميريام مارجولييس على موقع قاعدة بيانات الفيلم (الإنجليزية)